# 【최애의 아이】
《【최애의 아이】》(일본어: 【推しの子】 오시노코[*])는 아카사카 아카가 원작을 맡고 요코야리 멘고가 작화를 맡은 일본 만화다. 《주간 영 점프》(슈에이샤)에서 2020년 21호부터 2024년 50호까지 연재되었다. 1주일 후에 웹코믹 사이트 《소년 점프+》(슈에이샤)에서도 매주 목요일 갱신으로 연재되고 있다.
원작 담당 아카사카에게 있어서 4번째 작품이고 작화 담당 요코야리에게 6번째가 되는 연재 작품이며 아카사카는 《카구야 님은 고백받고 싶어 ~천재들의 연애 두뇌전~》 연재 중에 본작품을 연재를 시작했으며 이례적인 2개 작품 동시 주간 연재가 되었다.
한 의사와 그의 환자가 우연한 계기로 아이돌 호시노 아이의 자녀로 환생한 쌍둥이 남매가 주인공이다. 남매가 어머니를 뒤따라 연예계에 발을 들이면서 업계의 빛과 그림자를 겪고 그들의 삶과 관계된 인물들을 추적하면서 벌어지는 사건과 갈등을 그렸다.

## 특징
주인공인 청년이 사후에 전생의 기억을 가진 채로 오시하던 아이돌의 아이로 거듭나는 환생물이다. 판타지 설정이면서, 서스펜스 요소나 현대사회를 투영한 전개, 연예계의 어둠에 파고드는 리얼함이 본작의 특징이다.
한국어판에서 《【최애의 아이】》로 번역되었지만 '최애'의 원문은 '오시'(推し)로 '오시'란, 아이돌 팬 등의 사이에서 '밀어주고 있는 사람'의 의미로 사용되며, 본작의 제목은 '오시하고 있던 아이돌의 아이로 환생한다'라는 의미가 담겨져, 구체적으로는 주인공과 그 여동생을 가리킨다. 제목에 포함된 모서리 달린 괄호(【】)는 바깥쪽이 이중선으로 된 독자기호를 이용하는 것이 정식 표기로 되어 연출상의 의미가 있는 복선으로 되어 있다.
《주간 영 점프》 2023년 37·38 합병호부터 같은 해 41호까지, 본편의 막간의 단편으로, 요코야리 시점에서 본작을 그린 《【최애의 아이】 -interlude-》가 총 4회로 게재되었다(이쪽은 작화를 맡은 요코야리가 단독으로 그리고 있다).

## 제작
아카사카가 주로 원작 담당으로 스토리를, 요코야리가 주로 작화를 담당하지만, 완전히 분업화되어 있는 것은 아니고, 아카사카가 요코야리와 상담한 내용을 스토리에 반영하기도 하고, 또 만화가이기도 한 아카사카는 원고의 네임 외에, 주요 등장 인물의 캐릭터 디자인의 원안도 그리고 있다. 이러한 점에서 표지 등의 저자명 표기에서는 원작, 작화라는 표기를 이용하지 않고 '아카사카 아카×요코야리 멘고'라는 표기를 사용하고 있으며, 서로의 힘이 단순한 덧셈이 아니라 시너지 효과가 되어 합쳐진다는 의미가 담겨 있다고 한다.
아카사카가 요코야리에게 본작의 플롯을 보여준 것은 연재 개시 2년 전이었으며, 그 시점에서는 내용의 상담이라는 형태였지만, 이미 요코야리와의 공저도 상정한 내용이었다. 요코야리와 짜는 것을 정식으로 결정한 것은, 요코야리가 단편 만화 《'귀여워'》를 발표한 시점(2019년 9월)이다.
복선이나 구성의 줄거리에 대해서는 집필 전부터 흔들림 없이 만들어 냈다고 하며, 연애 리얼리티 쇼편을 비롯해, 다루는 소재에 대해서는 초기 플롯의 단계부터 구상이 굳어져 있었다고 한다.
다만 등장인물의 관계성에 대해서는 연재의 라이브감을 중시해 유동적으로 변경을 가하고 있다. 구체적으로는, 당초의 중심 인물로서 등장하는 호시노 아이가 일찌감치 이야기에서 퇴장하는 전개와, 그다지 중요하지 않은 입장에서 등장한 MEM쵸가 주요 등장인물의 아이돌 유닛에 가세해 레귤러 캐릭터가 되는 전개는 연재 중에 생각해 변경한 전개가 되었다. 아카사카의 실감으로는, 처음부터 결정하고 있는 내용이 8할로, 나머지가 2할로 하고 있다.
'연예계의 어둠 속에 파고드는 작품'으로 평가되는 경우도 많은 본작이지만 아카사카와 요코야리에 의하면 연예계의 이면을 폭로하는 저널리즘성은 본작의 본제가 아니라 오히려 '거기를 메인으로 해 버리면 작품으로서는 끝'이라며 따져야 할 악인이 있다면 사법을 통과해야지 만화를 통해 호소할 소재가 아니라는 생각을 나타냈다. 아카사카는, 연예계를 묶는 얽매임이나 관습에 의해, 사람들의 분투가 행복한 형태로 이어지지 않는 실정을 그리는 것으로 '제작자와 수용자측의 디스커뮤니케이션을 조금이라도 메울 수 있는 만화' 목표로 하고 있다고 한다.

## 줄거리
제1장 〈유년기〉(제1권 제1화~제10화)
시골의 산부인과 의사 고로로 원래 활동 휴지중인 그의 오시 아이돌 호시노 아이가 쌍둥이를 임신한 상태로 나타난다. 고로는 그 임신 출산을 만나게 되지만, 출산 직전에 아이의 스토커에 의해 목숨을 잃게 된다. 그리고 다시 일어났을 때, 그 아이의 아이, 호시노 아쿠아마린(통칭: 아쿠아)로서 다시 태어난 것이었다.
제2장 〈연예계〉(제2권 제11화~제20화)
아쿠아의 쌍둥이 여동생, 호시노 루비(통칭: 루비)는 중학생이 되어, 어머니와 같은 아이돌이 되는 것을 목표로 한다. 그런 루비의 열정을 받아 이치고 프로덕션은 10년 만에 신규 아이돌 그룹을 시작한다. 루비는 요토 고등학교 연예과, 아쿠아는 일반과를 수험한다.
제3장 〈연애 리얼리티 쇼편〉(제3권 제21화~제4권 제32화)
루비는 이미 연예계에서 활약하는 동급생들을 목격하고 초조함을 느끼면서도 '전 천재 아역'의 아리마 카나와 함께 아이돌 활동 준비를 해나간다. 한편, 아쿠아는 드라마 《오늘은 달콤하게》 출연 시에 접촉한 프로듀서에게 아이의 정보를 알기 위해 교환 조건으로 초대된 연애 리얼리티 쇼 《지금부터 리얼 러브 ♡ 시작합니다》에 출연하기로 한다.
제4장 〈퍼스트 스테이지편〉(제4권 제33화~제40화)
마침내 B코마치 멤버가 갖추어져 본격적으로 아이돌로서의 활동을 시작하려고 하는 루비 일행. 한편, 아리마 카나는 아쿠아의 연애 리얼리티 쇼 프로그램에 대해 복잡한 감정을 안고 여러 가지 고민하기 시작하지만, B코마치 최초의 스테이지는 JIF(재팬 아이돌 페스티벌)로 결정한다.
제5장 〈2.5차원 무대편〉(제5권 제41화~제7권 제66화)
아쿠아는 같은 사무소의 아리마 카나, 《오늘은 달콤하게》에서 공연한 나루시마 메루토, '지금부터 리얼 러브 ♡ 시작합니다'에서 공연한 쿠로카와 아카네와 함께 인기 만화 《도쿄 블레이드》의 무대에 출연하는 것이 결정된다.
제6장 〈프라이빗편〉(제7권 제67화~제8권 제80화)
《도쿄 블레이드》의 공연은 무사히 종료되고, 아쿠아는 친부 수색을 본격적으로 재개한다. 그 가운데 히메카와가 이북형제라는 것을 안다.
제7장 〈중견편〉(제9권 제81화~제10권 제100화)
신생 B코마치의 신곡 MV 촬영으로부터 반년 후. 지명도는 브레이크 직전이 되어, 아쿠아, 루비가 2학년, 아리마 카나, 쿠로카와 아카네는 3학년으로 진급한다.
제8장 〈스캔들편〉(제11권 제101화~제108화)
최근 B코마치의 히트는 루비가 있었기 때문이라는 것을 알고 있었을까 고민하고 연기 일을 하고 싶다고 생각하고 있었다. 그러던 중 시마 마사노리라는 감독과 이야기할 기회를 얻었던 카나는 자신을 팔아 시마에게 유인되어 그의 맨션에 간다. 결국 아무 일도 없었지만 맨션에 드나드는 장면이 주간지 기자에게 찍혔다. 스캔들 기사가 실린 주간지가 나오기 직전 카나를 구하고 싶다는 루비의 바람을 들은 아쿠아는 기사를 철회하는 버터로 자신과 루비가 과거 도쿄돔 라이브 당일 살해된 아이돌 아이의 숨겨진 자식이라는 소재를 건넨다. 어머니의 명예를 더럽혔다며 아쿠아는 루비에게 원망을 받지만 결과적으로 카나의 기사는 나오지 않고, '돌아가신 어머니의 유지를 이어 활동하는' 아쿠아와 루비의 지명도도 더 올라간다.
제9장 〈영화편〉(제11권 제109화~15권 제147화)
아쿠아와 고탄다는 고탄다가 감독, 각본은 고탄다와 아쿠아 공저에 의한 아이의 전기 영화 '15년의 거짓말(가칭)'의 기획을 카부라기에게 반입한다. 그 출연자로서 아쿠아 자신 외에도 루비들 B코마치의 멤버나, 아카네, 프릴 등이 후보에 오른다. 아카네의 행동에서 카미키의 존재를 깨달은 아쿠아는 복수 계획의 마지막 단계로 나아가고 있었다.
제10장 〈종극을 맞아〉(제15권 제148화~제152화)
촬영이 끝나고 배우진은 한때 휴가를 즐겼다. 아카네에게 모인 카나는 아쿠아에 대한 자신의 연심을 그 본인에게 털어놓는다. 그리고 아쿠아만의 '최애의 아이'가 되기 위해, 배우로서 살기로 한 자신의 'B코마치'은퇴 라이브를 절대로 보러 와 주었으면 한다고 말한다. 이후 '15년의 거짓말' 관계자를 위한 첫호 시사회 이후 아쿠아는 드디어 카미키와 직접 대면한다.
최종장 〈별에 꿈에〉(제16권 제153화~제166화)
아쿠아는 자신의 친부이자 무대 뒤의 주인공인 카미키 히카루와 비공개로 대화를 나눈다. 카미키 히카루는 영화에 감정적 묘사가 미흡하다고 지적했다. 아쿠아는 카미키 히카루에게 아이가 남긴 DVD를 보여준다. DVD에 담긴 동영상에는 아이가 카미키 히카루와 데이트할 때 실제로 깊은 사랑에 빠졌고 그와 함께 평생을 지내고 싶어한다는 내용이였다. 그러나 카미키 히카루가 연예계에 어둠에 깊이 침식되었기 때문에 아이가 원하지 않게 되었다. 카미키는 후회했지만, 아이를 위해 할 수 있는 일을 하기로 결심했다. 이후 아쿠아는 칼로 자해를 하고 카미키 히카루를 바다로 밀어넣는다.

## 등장인물
담당 성우는 TV 애니메이션판에서의 배역이다.

### 주요 인물
아이(アイ) / 호시노 아이(星野 アイ)
성우 - 타카하시 리에
본작의 페이크 여주인공이자 키 퍼슨. 아이돌 그룹 'B코마치'의 센터다. 이야기 시작 시점에서 그룹 결성 4년째인 16세.
아주 반듯한 생김새의 소녀. 두 눈에 별표가 들어 있다. 항상 밝고 긍정적이며 쌍둥이 출산 직후 아이돌로 복귀하는 바이탈리티의 소유자. 아이가 있는 것은 비밀로 하고 있으며, 아쿠아와 루비는 명목상 '사무소 사장의 아이'라는 것으로 되어 있다.
어렸을 때 어머니가 잡혀 시설에 들어가 석방된 후에도 인수에 오지 않았기 때문에 그대로 시설에서 자랐다. 살아남기위해 다른 사람의 사랑하는 법을 모르고, 스카우트 때 "거짓말이라도 사랑한다고 하면, 그 중 정말 될지도 모른다"고 말해 아이돌이 되었다. 연기력과 가창력은 다소 평범하지만 자신은 거짓으로 이루어져있다며 아이돌로서의 자신의 매력에 대해 연구해, 주위를 끌어들이는 카리스마성을 발휘한다. 자신의 살아온 것에서 활기찬 가정을 동경하고 있었다.
1장 끝부분에서 본인의 생일 당일날, 돔 공연을 앞두고 스토커에 찔려 사망한다. 향년 20세.
아쿠아(アクア) / 호시노 아쿠아마린(星野 愛久愛海)
성우 - 오오츠카 타케오 / 우치야마 유미 (유년기)
본작의 주인공. 루비의 쌍둥이 오빠. 예명은 "아쿠아"(アクア).
환생 전의 이름은 아마미야 고로로, 미야자키현 북부 산지 지역의 산부인과 의사다. 보통 '고로'라고 불린다. 죽은 입원 환자 사리나의 영향으로 아이돌 'B코마치'의 호시노 아이의 팬이 된다.
제1화에서 우연히 임신중인 아이가 병원을 방문하여 의사로서 출산을 지켜보게 된다. 그러나, 출산 직전에 아이의 스토커에게 습격당해 사망한다. 아이의 쌍둥이 아이로 다시 태어난다.
어머니로부터의 유전으로 오른쪽 눈에 별 마크가 들어 있다. 전생의 기억을 가지고 있으며, 아기의 단계부터 대화할 수 있었다. 유아까지 성장했을 무렵에, 촬영 현장에서 고탄다 감독에 마음에 들어, 이치고 프로덕션의 아역으로서 데뷔한다.
연기력은 평범하지만 커뮤니케이션 능력과 높은 머리 회전 속도를 연기에 활용한다. 전생에서는 국립의대에 합격해 똑똑하다.
1장 끝부분의 사건에 실제의 아버지가 관여하고 있다고 추측해 복수를 맹세한다. 아이의 교우관계의 좁음으로부터 아버지는 연예계에 있다며 배우를 목표로 한다.
2장에서는 냉정하고 드라이한 성격이 되어 불애상이지만, 아무렇지도 않게 상대를 걱정할 수 있다. 또, 여동생에 대해 과보호하게 되고, 종종 '시스콘'이라고 불린다. 2장에서 요토 고등학교의 일반과에 입학한다.
자신에게는 재능이 없다고 배우를 포기하고, 뒤로 연예계에 관여하자 고탄다 감독 아래에서 영화 제작을 돕고 있었지만, 다시 만난 아리마 카나에게 초대받은 드라마 《오늘은 달콤하게》의 프로듀서가 아버지일 가능성이 있었기 때문에 출연한다.
《오늘은 달콤하게》에서 히로인에 붙은 스토커의 역을 연기한다.
아마미야 고로(雨宮吾郎)
성우 - 이토 켄토
아쿠아의 전생. 미야자키현 니시우스키군 다카치호정에 소재한 종합병원에 근무하는 산부인과 의사. 사리나에게 '선생님'이라고 불린다.
어머니는 아버지가 누구인지 말하지 않고 출산 후에 사망해, 어머니의 희생과 교환하여 태어난 것에 의한 부정적인 감정이 있어, 소극적으로 산부인과 의사의 길을 선택했다. 연수처의 병원에 입원하고 있던 텐도지 사리나를 만나, 딸을 버린 듯한 태도로 살펴보러 오지 않는 사리나의 부모님에 대해 격렬히 분노하고, 깊은 동정을 표한다. 사리나의 사후는 그녀의 영향으로 아이돌 'B코마치'의 아이의 팬이 되어, 사리나를 간택한 병원에 근무한다.
이야기의 시작 부분에서 임신중인 아이가 남의 눈을 피하기 위해 선택한 병원이 우연히 고로가 근무하는 병원이었기 때문에 그녀의 담당 의사가되어 팬으로서는 복잡한 심경을 품으면서도 맨얼굴 의 눈에 공감하고 의사로서 출산을 지켜보게 된다. 그러나, 출산을 만나기 직전에 아이의 스토커에 습격당해, 원작 제1장의 결말로 사망. 아이의 쌍둥이 아이로 환생한다. 시신은 오랫동안 발견되지 않고 실종 취급되고 있으며, 나중에 제6장 〈프라이빗〉에서 백골화되고 있던 곳을 루비와 아카네에게 발견되었다.
루비(ルビー) / 호시노 루비(星野 瑠美衣)
성우 - 이고마 유리에
본작의 여주인공. 아쿠아의 쌍둥이 여동생. 예명은 "루비"(ルビー).
환생 전의 이름은 텐도지 사리나로 고로가 근무하는 병원의 환자다. 호시노 아이를 경애하는 아이돌 오타쿠. 아이의 출산 4년 전에 사망했다. 향년 12세. 사인은 퇴형성 세포종.
1장에서 아이의 쌍둥이 아이로 환생한다. 오빠과 반대로 왼쪽 눈에 별 마크가 들어 있다. 오빠와 마찬가지로, 아기의 단계부터 말한다. 오타쿠 기질은 환생 전과 변함없이 그 성격으로 자주 오빠를 끌어 당긴다. 한편 천성 연기력의 소유자로 아이의 스캔들을 팔려고 했던 미야코에게 '신'을 연기해 위협하고 따르게 한다. 덧붙여 아쿠아에는 같은 환생자인 것은 알려져 있지만, 환생전이 누구였는지는 서로 깨닫지 못하고 있다.
2장에서는 어머니와 같은 아이돌이 되려고 오디션을 받고 있었지만, 아이와 같은 꼴이 나게 하고 싶지 않다는 아쿠아가 뒤에서 거절하고 있었다. 스카우트를 받은 것을 계기로 신뢰할 수 없는 사무소에 맡기는 것보다는, 아쿠아와 미야코의 제안으로, 이치고 프로덕션의 아이돌로서 데뷔한다. 2장 끝부분에서 요토 고등학교 연예과에 입학한다.
쾌활하고 순수한 성격이지만, 사람의 좋고 싫음이 심하고 과격한 면도 가지고 있다. 전생의 반동도 있어 운동을 좋아했고, 유아 시점에서 신체 능력이 뛰어났다. 한편, 노래는 서투르다.
텐도지 사리나(天童寺さりな)
성우 - 타카야나기 토모요
루비의 전생. 이야기 시작에 등장한 시점에서 고인. 아이와 같은 해에 아이를 경애하는 아이돌 오타쿠. 퇴형성 세포종을 앓고 있으며 4세의 시점에서 여명 10년 이내를 선고받았다. 아이돌에 대한 동경을 생명의 양식으로 하고, 고로가 근무하는 병원에서 긴 투병생활을 보내고, 고로를 '첫사랑'으로 했지만, 12세에 사망한다.
아리마 카나(有馬 かな)
성우 - 한 메구미
배우 소녀. 동안에 귀엽고 자각도 있지만 아이돌로 통용할 자신은 없다. 빈정거림이 많고 독설가이며 감정이 고조되면 강한 말이 나온다. 주위의 연기를 깨끗하게 받는 적응형 연기를 한다.
"10초만에 울 수 있는 천재 아역"이라는 평판으로 연기에 자신을 갖고 있었지만, 함께 출연한 아쿠아의 감독의 의도를 이해한 연기를 보고, "졌다"고 말해 회개한다. 그 이후로 아쿠아를 계속 의식하고 있었다. 루비에 대해서는, '식초를 핥는 천재 아역'이라고 실수되거나, 면전에서 '좋아하지 않는다'라고 말해진 적도 있어, 그다지 좋은 감정은 가지고 있지 않았다. 루비를 '얼굴뿐인 여자'라고 말하고 있지만, 아이를 방불케 하는 무언가를 느끼고 있어 연예인으로서의 가능성은 느끼고 있다.
2장에서는, 요토 고등학교의 선배로서 아쿠아 일행과 재회. 제철이 지나 일이 없어지고 있지만, 그 반성에서 협조성을 몸에 익혀 나를 통하지 않고 작품의 품질 공헌에 근무하고 있다. 또 팔리지 않는 시기가 오랫동안 이어져 자조적인 언동이 많아지고 있다. 사무소에 소속되어 있지 않았기 때문에 루비와 아쿠아에게 아이돌 그룹에 권유된다. 거절하려고 생각했지만, 아쿠아의 설득에 흘러가는 형태로 이치고 프로덕션 소속의 아이돌이 되었다.
아역 시절에 곡을 내고 있지만, 1곡째의 피망 체조 이외는 팔리지 않기 때문에 가창력에 자신은 없다고 주장한다(연습을 거듭해 지금은 매우 좋다). 그러나, 다른 2명이 너무 나쁘기 때문에 싫어하면서도 'B코마치'의 센터가 되었다. 멤버 컬러는 흰색. 피망 체조는 흑역사라고 주장한다.
쿠로카와 아카네(黒川 あかね)
성우 - 이와미 마나카
여배우 고등학교 2학년. 쿨하게 생긴 미인성실한 노력가로 항상 메모를 가지고 다닌다. 연기밖에 장점이 없으며 자체 평가가 낮다. 역할에 푹 빠져드는 몰입형 연기를 하다.
일류 배우밖에 없는 극단 라라라이의 젊은 에이스로 주어진 역할에 대해 프로파일링을 참고한 철저한 통찰과 고찰을 통해 이들을 완벽하게 소화하는 천성 센스는 아리마조차 천재라고 부를 수밖에 없다며 질투할 정도의 연기력을 지녔다.
프로그램 스태프에게 악녀를 하면 좋겠다는 조언을 받고, 그 결과 인터넷에서 큰 불길이 치솟아 자살시도까지 따라잡히지만 아쿠아의 도움을 받아 출연자 전원이 협력해 만든 동영상으로 다시 한다.
그 후, 유키와 MEM쵸의 제안으로 아쿠아 취향의 여성을 연기하게 되어, 호시노 아이를 완전히 연기해 숨겨진 아이가 있는 것까지 짐작하는 재능에 이용가치를 발견한 아쿠아의 고백을 받아들이고 일상의 연인관계를 계속 이어가며 그의 내면과 마주하게 된다.
MEM쵸(MEMちょ)
성우 - 오오쿠보 루미
유튜버 고3. 작고 귀여운 외모로 항상 악마의 뿔 머리띠를 하고 있다. 언뜻 보기에 느긋한 성격이지만 인터넷 마케팅과 셀프 프로모션으로 인기를 끈 자칭 버즈리 프로다.
공칭 18세이나 실제 나이는 25세로 7세만큼 많다. 원래 호시노 아이를 오시하던 아이돌 덕후로 오디션을 봤지만 모자가정에서 고등학교 1학년 때 어머니가 쓰러져 휴학하고 동생들 학비를 벌고 있었다. 동생들의 대학 입학 후에, 방송을 시작하지만 고교 휴학중이었기 때문에 현역 여고생을 자칭해 방송을 했더니 예상 이상으로 인기가 생겨 물러설 수 없게 되었다.
프로그램 종료 후, 아쿠아의 권유로 'B코마치'에 가입한다(이치고 프로에 소속되어 있지 않고 아이돌 업무를 의뢰하는 형태). 아이돌 오타쿠끼리 루비와는 사이가 좋다. 노래는 루비보다는 잘 부르지만 못 부르는 부류다.

### 이치고 프로덕션
사무소의 규모는 이야기 개시 시점에서 약소하다. B코마치 해산 후에는 아이돌 부문은 사라지고, 넷탤런트의 매니지먼트로 손을 넓혀 운영이 이루어지고 있었지만, 루비의 열정을 받아 10년 만에 신규 아이돌 그룹을 시작한다.
사이토 이치고(斉藤 壱護)
성우 - 에가와 히사오
아이가 소속된 이치고 프로덕션의 사장. 수염, 갈색 머리, 선글라스가 특징인 중년 남성.
고아였던 아이를 스카우트해 신원인수인이 되었다. 2장에서는 연락이 닿지 않지만 현재 루비와 접점을 갖고 루비가 TV 업계에서 아이돌로 활약하기 위한 프로세스를 누리고 있다.
사이토 미야코(斉藤 ミヤコ)
성우 - Lynn
아이가 소속된 이치고 프로덕션의 사장 부인. 2장에서는 이치고를 대신해 사장으로 취임한다.
미남과 가까워지기 위해 이치고와 결혼하고, 잘하면 재혼을 꾀한다. 1장에서는 아이의 일에는 쌍둥이의 부모로서 돌보는 것에 스트레스를 느끼고 팔려고 했지만, 본래 말도 말할 수 없는 아기인 루비가 말을 하고, 스스로가 신의 화신이라고 말한 것을 믿고 좋게 사용되게 된다. 그러나 돌보다보면서 아쿠아와 루비를 자신의 아이처럼 소중히 생각하게 된다.

### 요토 고등학교
코토부기 미나미(寿 みなみ)
성우 - 요미야 히나
제2장 〈연예계〉에 등장. 루비의 반 친구 여학생. 분홍색 웨이브 헤어에 가슴이 큰 그라비아 아이돌. 대범한 성격으로 입학 첫날 루비와 친구가 된다. 출생도 성장도 가나가와이지만, 컨셉으로 간사이 사투리를 사용하고 있다. 참고로 가슴은 G.
시라누이 프릴(不知火 フリル)
성우 - 세토 아사미
제2장 〈연예계〉에 등장. 루비의 반 친구 여학생. 아주 인기 있는 노래를 부르고 춤도 추고 연기도 할 수 있는 멀티 탤런트.

### 배우·탤런트
스미 유키(鷲見 ゆき)
성우 - 오오니시 사오리
제3장 〈연애 리얼리티 쇼편〉에 등장. 패션모델인 고등학교 1학년. 세미롱 흑발의 청초한 용모. 한편, 다소 소악마적인 성격이며, 프로그램이 진행됨에 따라 중심 인물이 된다. 세상에는 공개하지 않고 노부유키와 사귀고 있다.
쿠마노 노부유키(熊野 ノブユキ)
성우 - 오오노 토모히로
제3장 〈연애 리얼리티 쇼편〉에 등장. 댄서인 고등학교 2학년. 흑발의 청년. 세상에는 공개적으로 하지 않고 유키와 사귀고 있다.
모리모토 켄고(森本 ケンゴ)
성우 - 반 타이토
제3장 〈연애 리얼리티 쇼편〉에 등장. 밴드맨 고등학교 3학년.
삐에용(ぴえヨン)
성우 - 무라타 타이시
제3장 〈연애 리얼리티 쇼편〉에 등장. 병아리 복면을 쓴 복면근 트레이닝 유튜버. 초중학생에게 대인기인 이치고 프로덕션의 간판으로 연봉은 1억엔.
나루시마 메루토(鳴嶋 メルト)
성우 - 마에다 세이지
제2장 〈연예계〉에 등장. 고등학교 1학년. 배우. 모델. 얼굴은 잘생겼지만 연기가 서투른 배우다. 지금까지 적당히 살아왔고, 드라마 《오늘은 달콤하게》에 출연한다. 그 드라마의 최종화에서 아쿠아와 공동 출연한다.
아쿠아의 연기에 압도당해 자신의 연기가 좋지 않다는 것을 재확인하고 자신이 더 진심으로 임했다면 이 작품도 더 나아지지 않았을까 후회하는 묘사도 있다.
그 후, 2.5차원 무대 '도쿄 블레이드'에서 오늘달콤에 공동 출연한 아쿠아, 아리마 카나라와 다시 한번 공동 출연. '오늘달콤'처럼 되고 싶지 않다고 생각해 연습을 남달리 하는 등 전까지는 볼 수 없었던 노력들이 보여 성장이 느껴졌다. 그러나, 그래도 연기에 관해서는 '아마추어에게 머리카락이 자란 것 뿐인 연기'라고 일컬어지는 장면도 있어, 원래의 어설픈 연기에서는 벗어났지만 아직 능숙하다고는 말할 수 없는 모습이다. 그래도, 그 노력을 하는 것을 사 프로듀서 카부라기 마사야에게는 마음에 든다.
카모시다 사쿠야(鴨志田 朔夜)
성우 - 코바야시 유스케
제5장 〈2.5차원 무대편〉에 등장. 프로듀서의 카부라키가 알선한 배우. 22세. 평소에는 부진한 태도의 여자 좋아하지만, 2.5차원 무대에서 연기한 경험이 풍부하고, 만화나 애니메이션의 내용을 현실의 무대로 재현하는 기술에 정평이 있다.
히메카와 타이키(姫川 大輝)
성우 - 우치야마 코우키
제5장 〈2.5차원 무대편〉에 등장. 본명은 우에하라 타이키(上原大輝). 19세. 극단 라라라이 간판 배우. 2.5차원 무대 《도쿄 블레이드》의 주인공 역으로 출연한다.
월 9주연 배우 경험도 있어 수많은 상을 받았다. 양호시설 출신으로 시설을 나온 뒤에는 킨다이치 토시로의 보살핌을 받았다.
아쿠아의 DNA 감정을 통해 아쿠아와 히메카와는 이복형제라는 것을 알게 되었다.
우에하라 세이쥬로(上原 清十郎)
제6장 〈프라이빗〉에 이름과 모습이 등장. 고인. 히메가와 다이키의 (호적상의) 아버지. 팔리지 않는 배우였지만, 재능이 있는 연예인의 여성과 관계를 갖고 싶어, 재능이 없는 열등감을 혼란스럽게 하고 있었다고 한다.
히메카와 아이리(姫川 愛梨)
히메카와 타이키의 어머니이자 우에하라 세이쥬로의 아내. 아침 드라마 주연 경험도 있는 여배우. 세이쥬로와의 심중 사건에 의해 사망.
요시즈미 미미(吉住 未実)
제7장 〈중견편〉에 등장. 요시즈미 슌의 여동생. 코스플레이어 겸 V튜버. 히키코모리. 제7장 〈중견편〉의 결말로 루비로부터 'B코마치'에 권유되지만, 아리마 카나에게 '캐릭터가 입는다'라고 생각되고 있어, 그녀가 B코마치의 탈퇴를 진지하게 생각하기 시작하는 계기가 된다.
메이야(メイヤ)
제7장 〈중견편〉에 등장. 성인계 코스플레이어.

### 연예계의 스태프·크리에이터
고탄다 타이시(五反田 泰志)
성우 - 카세 야스유키
프롤로그 〈유년기〉에 등장. 영화 감독. 외모는 무섭지만, 아이방 아저씨다.
촬영 현장에 있던 아쿠아를 마음에 들어해 영화에 출연시켜, 아쿠아가 배우가 되는 계기를 만들었다. 아쿠아의 제자 요청을 받아들여 영화 제작을 도와주고 있다.
시마 마사노리(島 政則)
제8장 〈스캔들편〉에 등장. 통칭 '시마칸'. 영화상을 수상하고 기세를 타고 있는 영화 감독. 기혼자이지만 플레이보이로 알려져 있고, 내와는 서로 불간섭이라는 합의하에 일 상대를 잘 알기 위한 수단이라 칭하며 출연자와 성관계를 맺고 있다.
아리마 카나에게는 연기에 관한 가치관이 맞는 인물로, 업무상으로는 마음 놓을 수 없는 관계이지만 사적으로는 마음을 놓을 수 없는 사이. :제8장에서는 카나에 대해, 역의 오퍼를 대신해 성관계를 요구했지만, 아쿠아의 것을 포기하지 못하고 잊을 수 없는 듯 거부당한다. 하지만 그 후 오로지 아쿠아를 (지명은 피하면서도) 계속 투덜대는가에 흥미를 가져, 일의 오퍼를 약속했다. 그때 시마의 아파트를 드나드는 카나의 모습은 파파라치에게 찍혀 스캔들을 일으킨다. 9장에서는 카나에게 '좋아하는 남자의 머리카락을 요리해 맛있게 먹는' 얀데레 여성의 역할을 주선하고, 또 다른 역할의 일도 준비하겠다고 말했다.
카부라기 마사야(鏑木 雅也)
성우 - 테라소마 마사키
제2장 〈연예계〉에 등장. 인터넷 방송국 돗토 TV 소속 프로듀서. 아이에게 영업처나 사무소 몰래 남자친구를 만나는 가게를 소개하기도 했다.
라이다 스미아키(雷田 澄彰)
성우 - 스즈무라 켄이치
제5장 〈2.5차원 무대편〉에 등장. 이벤트 운영을 담당하는 회사 '매직 플로'의 대표. 35세. 일에 열정적이고 성격도 사교적이며 밝다. 총책임자로서 2.5차원 무대 '도쿄 블레이드'를 기획한다. 하지만 원작자 아비코나 각본가에게 휘둘려 마음고생이 끊이지 않는다.
우루시바라(漆原)
제7장 〈중견편〉에 등장. '심층 취재 원찬스'의 디렉터.
요시즈미 슌(吉住 シュン)
제7장 〈중견편〉에 등장한 인물로 아쿠아와 루비가 활동하는 '심층 취재 원찬스'의 AD(어시스턴트 디렉터).
GOA(고아)
성우 - 오노 다이스케
제5장 〈2.5차원 무대편〉에 등장. 각본가. 29세. 열성적인 일로 평가받고 있으며 최신 무대장치를 이용한 연출에도 뛰어나다. 2.5차원 무대 도쿄 블레이드의 각본을 맡지만 업계 관습에 막혀 원작자 아비코의 뜻을 제대로 헤아리지 못해 각본에서 내려질 것으로 보인다. 아쿠아가 중재를 위해 움직인 결과 아비코와 의기투합해 합동 작업에 의한 각본을 완성하지만 이번에는 어려운 연기를 요구하는 각본을 써내 배우들을 곤혹스럽게 한다.
모네모네 아네모네(アネモネ・モネモネ)
성우 - 유카나
제6장 〈프라이빗〉에 등장. MEM쵸와 친한 사이인 인스타그래머 겸 영상 크리에이터. 작사작곡가 히무라가 작사작곡한 B코마치의 노래 〈STAR☆T☆RAIN〉, 〈POP IN 2〉 뮤직비디오를 촬영한다. 미야자키현 다카치호조 거주로, 촬영 스튜디오는 일찍이 고로와 시리나가 죽고 아쿠아나와 루비가 탄생한 병원으로부터 가까운 거리에 있다. 고로의 죽음을 알게 됨으로써 두 눈에 어두운 별을 잉태한 루비로부터 강한 영감을 받아 MV를 동영상 조회수 20,000,000 이상을 기록하는 걸작으로 완성한다.
텐도지 마리나(天童寺 まりな)
제9장 〈영화편〉에 등장(다만, 그 이전부터 아메미야 고로(아쿠아)나 텐도지 사리나(루비)의 회상으로 인물상의 일단은 밝혀져 있다). 텐도지 사리나의 친모로 광고 대리점에 근무하고 있다. 예전에는 스케이트 선수였다.
루비의 회상에 의하면, 사리나의 병이 발각된 것으로 정신이 붕괴해, 사리나를 미야자키의 병원에 맡기고 마음의 회복을 맡았다.
그 후에는 현실도피를 하듯이 일에 몰두. 이윽고 자연에서도 눈을 돌리게 되어, 최종적으로는 죽을 맛에도 만나지 않고, 전화를 통해서 딸의 부고를 들었다. 이 경위로부터, 고로에게 냉혹한 어머니로서 미움을 받고 있어, 아쿠아로서 재회했을 때에는 싸늘한 눈을 향하고 있다.

### 만화가
키치죠지 요리코(吉祥寺 頼子)
성우 - 이토 시즈카
제2장 〈연예계〉에 등장. 만화가. 《오늘은 달콤하게》의 원작자. '오늘달콤'의 실사화의 완성도에 데해 생각하는 바가 있었지만 좋은 최종화로 아리마 카나에게는 감사하고 있다.
사메지마 아비코(鮫島 アビ子)
성우 - 사쿠라 아야네
제5장 〈2.5차원 무대편〉에 등장. 만화가. 《도쿄 블레이드》의 원작자. 크리에이터로서 강한 성격이며 무대화에 있어서 제작 현장과 의견 충돌이 일어난다.

### 적 캐릭터
카이하라 료스케(貝原亮介)
성우 - 타마루 아츠시
프롤로그 〈유년기〉에 등장. 대학생. 열정적인 아이의 팬.
아이의 임신에  분노해 아이의 담당 의사 고로를 절벽에서 찔러 살해한다. 몇 년 후 새 집으로 이사간 아이를 살해한다. "응원하고 있던 자신을 기억하지 못할 것"이라는 이유로 했지만, 이름을 기억하는 것에 약한 아이조차도 료스케의 이름도 선물을 받은 것도 기억 했기 때문에 그것에 충격을 받고 자살한다.
아이가 료스케에게 받은 선물은 분홍색 별모래였다.
카미키 히카루(カミキヒカル)
성우 - 미야노 마모루
제6장 〈프라이빗〉에서 등장. 카미키 프로덕션의 대표이사로서 아쿠아가 호시노 남매의 아버지로서 아이의 살해를 교사한 배후로 지목하고 있는 인물. 겉으로는 온순하고 항상 웃는 얼굴을 멈추지 않고 고민하는 인간에게도 상냥하고 정확하게 조언할 수 있는 청년으로 아카네도 그와의 만남이 아이의 파멸적 행동을 개선시켰다고 생각하지만, 그 본성은 스스로 가치를 찾은 존재가 멸망해 가는 모양에 기뻐하는 사이코 킬러이며, 게다가 자신에게 의심받지 않도록 처신하며 때로는 아무렇지 않게 타인을 희생양으로 만들어 제공 처치하는 교활함도 가지고 있다.
예전에는 극단 라라라이에 소속되어 있었고, 11세에 히메카와 아이리와 관계를 맺어 타이키를 얻고, 15세에 아이와 관계를 맺어 호시노 남매를 얻었으며, 아쿠아의 추리에 의하면, 그 일이나 거처를 료스케에게 전하고 고로와 아이를 간접적으로 손을 댔다. 제9장 '영화편'의 서두에서는, 그에게 상담을 제의해 온 여배우 카타요세 유라를 등산중의 추락 사고로 가장해 살해했다.

### 그 외의 등장인물
츠쿠요미(ツクヨミ)
성우 - 키노 히나
제6장 〈프라이빗〉에서 등장. 어린 소녀의 외모를 한 수수께끼의 인물. 이름은 예명이며 본명은 불명이다. 아쿠아에게 역병신 등으로 불린다. 까마귀 떼를 거느리고 아쿠아와 루비 앞에 가끔 나타나 빈정거리는 어조로 의미심장한 말을 던진다.
아쿠아와 루비가 환생자임을 알고 있으며 전생 가정환경과 죽음의 상황, 아이의 영혼 사후 행방에 대해 알고 있다. 아쿠아와 루비에게 '역할'을 해줄 것을 촉구하며 그들이 어떤 의미가 있어 선택받은 자임을 내비친다.

## 반향 및 평가
| 발표년 | 상                                       | 부문             | 결과 |
| ------ | ---------------------------------------- | ---------------- | ---- |
| 2021년 | 전국 서점원이 선택한 추천 코믹 2021      |                  | 4위  |
| 2021년 | 출판사 코믹 담당이 선택한 추천 코믹 2021 |                  | 4위  |
| 2021년 | 만화대상 2021                            |                  | 5위  |
| 2021년 | 모두가 선택한 TSUTAYA 코믹 대상 2021     |                  | 3위  |
| 2021년 | 다음에 올 만화대상 2021                  | 코믹스 부문      | 1위  |
| 2021년 | 제67회 쇼가쿠칸 만화상                   | 일반을 위한 부문 | 후보 |
| 2022년 | 제26회 데즈카 오사무 문화상              |                  | 후보 |
| 2022년 | 제46회 코단샤 만화상                     | 종합 부문        | 후보 |
| 2022년 | 제5회 애니화를 원하는 만화 랭킹          | 종합 부문        | 5위  |
| 2022년 | 이 만화가 대단하다! 2022                 | 남자편           | 7위  |
| 2022년 | 만화대상 2022                            |                  | 8위  |

연예계의 화려한 부분과 엄격한 부분의 쌍방을 그린 본작은, 참신한 설정이나 앞에서 읽을 수 없는 전개도 함께 큰 반향을 부르고 있다. 개성적인 작풍의 작가가 태그를 짜고 있지만, 그 개성이 반발하지 않고, '그 작가니까 그렇게 짜는 독자적인 세계관을 잘 만들어내고 있다'라고 평가받는다.
매출에서는, 본작의 1권은, 2020년 7월 1일~9월 30일에 발매된 단행본 제1권으로서는, 동기간에에 일본에서 가장 팔린 작품이 되었다. 2023년 11월 시점에서 시리즈 누계 부수는 1500만 부를 돌파했다.
2021년 6월에 〈제5회 모두가 선택하는 TSUTAYA 코믹 대상〉에서 3위 시상, 같은 해 8월에는, 〈다음에 올 만화 대상 2021〉에서 코믹스 부문 1위를 수상했다.

### 실제 자살사건과 유사한 전개에 대한 유족들의 항의와 보도, 그에 대한 반발
본작은 2020년 4월에 연재를 개시했지만, 그 후 얼마 지나지 않은 2020년 5월, 일본의 연애 리얼리티 프로그램 《테라스 하우스》에 출연했던, 여자 프로레슬러 기무라 하나의 자살 사건이 일어났다. 그리고 같은 해 10월, 제3장 〈연애 리얼리티 쇼편〉에서, 주요 등장인물 중 한 명이 프로그램 녹화 중 해프닝을 발단으로 과도한 비방을 받고 자살을 시도하다 미수에 그치는 전개가 그려졌다.
인터넷 논쟁에 의해 심리적으로 쫓기는 등장인물의 모습은 충격적으로 그려져 독자들 사이에서 화제가 되었다. 이 시나리오가 기무라 하나의 자살을 모티브로 하고 있다고 하는 경우가 있는데 원작자 아카사카는 〈연애 리얼리티 쇼편〉은 연재 전부터 준비하고 있던 초기 플롯 단계에서 이미 구상되고 있던 것으로 당초부터 예정하고 있던 내용과 유사한 사건이 연재 중에 일어나 버린 것은 사고라고 하고 있어, 기무라 하나의 자살 사건을 바탕으로 스토리를 전개한 것은 부정하고 있다. 덧붙여 "유튜브는 매우 인기가 있어, 동영상은 자막으로 시청되고 각본은 점점 애니메이션이나 만화에 근거하고 있어 리얼리티 쇼가 원인이 되어 자살하는 예도 나오고 있다. 이러한 모든 사실을 고려했다"라고, 그보다 전부터 엔터테인먼트계에서 거론되고 있던 사건을 종합적으로 거론한 것은 긍정하고 있다. 극중에서도 세계 각국에서 인기 있는 연애 리얼리티 쇼 프로그램이 과거에 50명 가까운 자살자를 내고 있는 실정을 등장인물들에게 지적시키고 있다. 원작자 아카사카는 에피소드의 의도에 대해, 누구나가 언제, 비방 중상을 하는 측도 받는 측도 될 수 있는 '모두의 이야기'라고 호소하는 것을 의도했다고 하며, 작화 담당 요코야리도, 평소에 느끼고 있는 것을 진심으로 그렸다고 했다.
그러나 원작자 아카사카가 기무라 하나와 스토리의 관련성을 부정한 후에도 계속 관련되어 논란이 되었고 2023년 5월 본작의 텔레비전 애니메이션판에서 해당 에피소드가 영상화된 것으로 논란이 재연되었다.
기무라 하나의 어머니이자 전 프로레슬러인 기무라 교코는 "친구가 기무라 씨의 사건이 모티브가 되고 있는 것을 모르고 그 이야기를 봐 버려 플래시백으로 인해 숨을 쉴 수 없을 정도로 괴로워졌다", "실제로 있던 이야기를 그대로 사용함으로써 하나를 소중히 생각하는 사람들이 깊은 상처를 입는 것은 상상할 수 없는 것일까", 제작자 측에게 "팔기 위해 화제가 되기 위해서라면 수단을 선택하지 않는다", "진심으로 경멸합니다" 등 강한 말로 비난했다. 그러나 위와 같이, "기무라 하나의 사건이 모티브가 되었다", "실제로 있던 이야기를 그대로 사용했다"라고 하는 기무라의 주장은 2021년의 시점에서 이미 부정된 것이다. 이 주장에 반발한 팬으로부터 기무라에게 항의가 쇄도한 것에 대하여 "문제제기를 하는 멋진 애니메이션이라고 팬분들이 저에게 말씀하시는데 그런 멋진 애니메이션 팬분들이 왜 저를 비방하는 걸까요?" "저자나 개인을 탓할 생각은 없다. 작품이 세상에 나올 단계에서 배려가 부족했던 것이 슬퍼졌고, 문제제기를 하는 작품으로 알고 있기 때문에 가능하면 응원하고 싶지만 SNS에서 실제로 그런 피해를 입은 사람들이 힘들어하는 방식을 할 필요는 없다고 생각합니다' 등이라고 말했다.

## 서지 정보
- 아카사카 아카×요코야리 멘고 《【최애의 아이】》 슈에이샤 〈영 점프 코믹스〉
  1. 2020년 7월 22일 발행(7월 17일 발매[書誌 1]), ISBN 978-4-08-891650-7
  2. 2020년 10월 21일 발행(10월 16일 발매[書誌 2]), ISBN 978-4-08-891717-7
  3. 2021년 2월 24일 발행(2월 19일 발매[書誌 3]), ISBN 978-4-08-891801-3
  4. 2021년 5월 24일 발행(5월 19일 발매[書誌 4]), ISBN 978-4-08-891872-3
  5. 2021년 8월 23일 발행(8월 18일 발매[書誌 5]), ISBN 978-4-08-892056-6
  6. 2021년 11월 24일 발행(11월 19일 발매[書誌 6]), ISBN 978-4-08-892135-8
  7. 2022년 2월 23일 발행(2월 18일 발매[書誌 7]), ISBN 978-4-08-892224-9
  8. 2022년 6월 22일 발행(6월 17일 발매[書誌 8]), ISBN 978-4-08-892364-2
  9. 2022년 10월 24일 발행(10월 19일 발매[書誌 9]), ISBN 978-4-08-892429-8
  10. 2023년 1월 24일 발행(1월 19일 발매[書誌 10]), ISBN 978-4-08-892535-6
  11. 2023년 3월 22일 발행(3월 17일 발매[書誌 11]), ISBN 978-4-08-892630-8
  12. 2023년 7월 24일 발행(7월 19일 발매[書誌 12]), ISBN 978-4-08-892780-0
  13. 2023년 11월 22일 발행(11월 17일 발매[書誌 13]), ISBN 978-4-08-893002-2
  14. 2024년 4월 23일 발행(4월 18일 발매[書誌 14]), ISBN 978-4-08-893172-2
  15. 2024년 7월 23일 발행(7월 18일 발매[書誌 15]), ISBN 978-4-08-893303-0
  16. 2024년 12월 23일 발행(12월 18일 발매[書誌 16][書誌 17]), ISBN 978-4-08-893474-7 / ISBN 978-4-08-893575-1 (SPECIAL EDITION)
- 아카사카 아카×요코야리 멘고 《【최애의 아이】 1st 일러스트집 Glare×Sparkle》 슈에이샤 〈애장판 코믹스〉, 2023년 7월 24일 발행(2023년 7월 19일 발매[書誌 18]), ISBN 978-4-08-792777-1
- 아카사카 아카, 요코야리 멘고, 타나카 하지메 《【최애의 아이】 ~샛별의 스피카~》 슈에이샤 〈JUMP jBOOKS〉, 2023년 11월 17일 발매[書誌 19], ISBN 978-4-08-703540-7

## TV 애니메이션
제1기가 2023년 4월부터 6월까지 TOKYO MX 등에서 방송되었다. 제1화는 90분의 확대 스페셜로서 방송된다. 또, 방송에 앞서 3월 17일부터 전국의 영화관에서 제1화가 '【최애의 아이】 Mother and Children'이라는 제목으로 선행 상영된다. 배급은 카도카와 ANIMATION.
제1기의 방송 종료 후, 제2기의 제작이 발표되었다. 2024년 7월부터 10월까지 방송되었다.
제2기의 방송 종료 후, 제3기의 제작이 발표되었다.

## 실사화
2024년 1월 24일, 실사 영상화가 발표되었다. 같은 해 겨울에 드라마 시리즈가 아마존 프라임 비디오에 공개되고, 영화가 토에이 배급으로 극장 공개된다.

### 캐스트(실사)
- 아쿠아 - 사쿠라이 카이토
- 아이 - 사이토 아스카
- 루비 - 사이토 나기사
- 아리마 카나 - 하라 나노카
- 쿠로카와 아카네 - 카야시마 미즈키
- MEM쵸 - 아노

### 내용주
1. ↑  첫 등장시는 '고로'라고 표기되어 풀네임이 밝혀지지 않았지만, 후의 아쿠아의 회상에서 밝혀진다. 텔레비전 애니메이션판에서는 제1기 제1화로부터 엔딩 크레딧으로 풀네임으로 표기되어 있는 것 외에, 아쿠아가 자신(고로)의 시체의 행방에 대한 보도를 인터넷에서 검색하려고 하는 장면 등, 원작에서는 '고로'였던 장면에서도 풀네임의 '아마미야 고로'로 변경되었다.
2. ↑  첫 등장시는 '사리나'라고 표기되어 풀네임이 밝혀지지 않았지만, 이후 아쿠아 회상에서 밝혀진다. 텔레비전 애니메이션판에서는 제1기 제1화부터 엔딩 크레딧으로 풀네임으로 표기되어 있는 것 외에, 제1기 제1화 서두의 고로에 의한 회상 장면의 시점에서 병실의 명찰에 풀네임 표기가 되어 있다(원작 제1화에서는 비표기).

### 참조주
1. ↑  “赤坂アカが横槍メンゴとのタッグでYJ2作同時連載、芸能界舞台の「【推しの子】」”. 《코믹 나탈리》 (나타샤). 2020년 4월 23일. 2020년 7월 19일에 확인함.
2. 1 2  “【推しの子】 エピソード一覧”. 《소년 점프+ 공식 사이트》. 슈에이샤. 2021년 9월 9일에 확인함.
3. ↑  “23年の漫画ヒット候補に葬送のフリーレン・【推しの子】”. 《日経MJ》. 日本経済新聞社. 2023년 1월 8일. 2023년 4월 13일에 확인함.
4. 1 2 3  SALLiA (2021년 1월 7일). “「鬼滅」読破したなら…巣ごもりで読みたい話題の漫画4選”. 《日刊ゲンダイDIGITAL》 (日刊現代). 2021년 9월 9일에 확인함.
5. 1 2  たかなし亜妖 (2020년 12월 23일). “赤坂アカ×横槍メンゴ『推しの子』から目が離せない！ 斬新すぎるアイドル物語の行末は？”. 《Real Soundブック》 (blueprint). 2021년 9월 9일에 확인함.
6. ↑  赤坂アカ; 横槍メンゴ (2021년 11월 19일). 《『【推しの子】』タイトルに付けられた【】の意味とは？ 1巻は伏線だらけ!!【TSUTAYAの名物企画人“仕掛け番長”のススメ】》. 《TSUTAYA》 (일본어).  인터뷰어: 仕掛け番長 (컬처 컨비니언스 클럽). 2023년 5월 26일에 확인함.
7. ↑  “【推しの子】 -interlude- 第1回”. 《週刊ヤングジャンプ》 (集英社). 2023年37・38合併号: 183. 2023년 8월 10일. ASIN B0CD2QZF64.
8. ↑  “【推しの子】 -interlude- 第4回”. 《週刊ヤングジャンプ》 (集英社). 2023年41号: 139. 2023년 9월 7일. ASIN B0CGMHC3VY.
9. 1 2  『Glare×Sparkle』, 134쪽.
10. ↑  『Glare×Sparkle』, 121–132쪽.
11. ↑  『Glare×Sparkle』, 120–121쪽.
12. 1 2 3 4 5 6 7 8 9 10  赤坂アカ; 横槍メンゴ; 担当編集・サカイ (2021년 7월 5일). 《漫画『【推しの子】』赤坂アカ×横槍メンゴ×担当編集・サカイ（前編）／描きたいのは「芸能界の闇」ではなく、しがらみや圧力の中でもがく人々》. 《livedoor ニュース》.  인터뷰어: 岡本大介 (LINE株式会社). 2023년 5월 26일에 확인함.
13. ↑  コミックナタリー編集部 (2019년 9월 9일). “横槍メンゴの読み切り「かわいい」がスピリッツに、とある少女のダークポエトリー”. 《コミックナタリー》. ナターシャ. 2023년 6월 2일에 확인함.
14. ↑  赤坂アカ; 横槍メンゴ (April 2023). 《【推しの子】の輝きから目が離せない！》. 《SPUR》. (인터뷰) (集英社). 34–35쪽. JAN 4910046870832. |id=에 templatestyles stripmarker가 있음(위치 1) (도움말)
15. 1 2 3 4 5 6 7 8 9  “STAFF/CAST”. 《애니 "【최애의 아이】" 공식 사이트》. 2023년 5월 25일에 원본 문서에서 보존된 문서. 2023년 3월 25일에 확인함.
16. 1 2 3 4 5  “「お仕事もの」「サスペンス」「恋愛もの」……さまざまなジャンルの要素を内包した、今一番押さえておきたい漫画『【推しの子】』のあらすじや魅力を紹介！【ネタバレあり】”. 《애니메이트 타임즈》. 애니메이트. 2021년 6월 10일. 2022년 6월 10일에 확인함.
17. 1 2  “【推しの子】：アンジュルム佐々木莉佳子がアクア、上國料萌衣がルビーに　「ヤンジャン」でハロプロコラボ”. 《MANTANWEB》. MANTAN. 2021년 11월 11일. 2022년 6월 10일에 확인함.
18. ↑  Lynn_0601_의 트윗 (1636566952012554240)
19. ↑  chi_lick의 트윗 (1656310313128689664)
20. ↑  YASU_BASSO의 트윗 (1636681569367887872)
21. ↑  atsushi_tamaru의 트윗 (1646358039702962181)
22. 1 2  “「全国書店員が選んだおすすめコミック2021」発表！第1位は「わたしの幸せな結婚」”. 일본출판판매. 2021년 1월 29일. 2021년 2월 5일에 원본 문서에서 보존된 문서. 2023년 4월 19일에 확인함.
23. ↑  “マンガ大賞2021、大賞は山田鐘人・アベツカサ「葬送のフリーレン」”. 《코믹 나탈리》. 나타샤. 2021년 3월 16일. 2023년 4월 18일에 확인함.
24. ↑  “第5回『TSUTAYAコミック大賞』大賞は『僕の心のヤバイやつ』”. 《ORICON NEWS》. 2021년 6월 14일. 2023년 4월 18일에 확인함.
25. ↑  “次にくるマンガ大賞2021、「【推しの子】」「怪獣8号」がコミックス＆Web部門で1位に”. 《코믹 나탈리》. 나타샤. 2021년 8월 24일. 2023년 4월 19일에 확인함.
26. ↑  “決定!!第67回小学館漫画賞最終候補作!!”. 쇼가쿠칸. 2021년 12월 1일. 2022년 4월 25일에 원본 문서에서 보존된 문서. 2023년 4월 18일에 확인함.
27. ↑  《아사히 신문》 2022년 4월 25일 조간동특집 T면 17쪽 '地·知·血, 보편의 이야기에 만화대상 '지. -지구의 운동에 대하여' 제26회 테즈카 오사무 문화상(아사히신문 도쿄 본사)
28. ↑  “第46回講談社漫画賞の最終候補作14作品が決定”. 《코믹 나탈리》. 나타샤. 2022년 4월 7일. 2023년 4월 18일에 확인함.
29. ↑  “AnimeJapan 2022「アニメ化してほしいマンガランキング」トップ10＆ノミネート内おすすめマンガ10選──全20作品の見どころを一挙にご紹介！【ネタバレあり】”. 《애니메이트 타임즈》. 2022년 4월 9일. 2023년 4월 18일에 확인함.
30. ↑  “『このマンガがすごい！2022』オトコ編 ジャンプ＋作品が堂々1位！”. 슈에이샤. 2021년 12월 7일에 원본 문서에서 보존된 문서. 2023년 4월 18일에 확인함.
31. ↑  “マンガ大賞2022発表！大賞はうめざわしゅん「ダーウィン事変」”. 《코믹 나탈리》. 나타샤. 2022년 3월 28일. 2023년 4월 18일에 확인함.
32. ↑  “「お仕事もの」「サスペンス」「恋愛もの」……さまざまなジャンルの要素を内包した、今一番押さえておきたい漫画『【推しの子】』のあらすじや魅力を紹介！【ネタバレあり】”. 《animate Times》 (애니메이트). 2021년 6월 10일. 2021년 9월 9일에 확인함.
33. ↑  “第1位は【推しの子】！ 推しアイドルとオタクをめぐる衝撃的な転生ストーリー：コミックス第1巻ランキング（2020年7〜9月）”. 《혼노혼키다시》 (日本出版販売). 2020년 10월 14일. 2021년 10월 23일에 원본 문서에서 보존된 문서. 2021년 9월 9일에 확인함.
34. ↑  “【推しの子】 第百三十一話 贖罪”. 《週刊ヤングジャンプ》 (集英社). 2023年50号: 138. 2023년 11월 9일. ASIN B0CLYVJN3R.
35. ↑  “次にくるマンガ大賞2021、「【推しの子】」「怪獣8号」がコミックス＆Web部門で1位に”. 《코믹 나탈리》 (나타샤). 2021년 8월 24일. 2021년 8월 25일에 확인함.
36. 1 2  山本大樹 (2021년 10월 19일). “生きづらさを乗り越える「大人のためのマンガ入門」 アイドルシーンをめぐる問題の所在は──『推しの子』（赤坂アカ×横槍メンゴ）”. 《ロガール》. テレビ朝日. 2023년 5월 26일에 확인함.
37. 1 2  成馬零一 (2023년 5월 22일). “【推しの子】は芸能界の裏側をどう描こうとしているのか？　肥大化した現実に立ち向かう、嘘という名の愛”. 《リアルサウンド ブック》. blueprint. 2023년 5월 26일에 확인함.
38. 1 2 3  大石昌良; 赤坂アカ (2021년 9월 9일). 《大石昌良×赤坂アカ「音楽にも物語を」Vol.12 - 「タイトルは『推しの子』にするつもりじゃなかった」》. 《KAI-YOU Premium》.  인터뷰어: オグマフミヤ (KAI-YOU). 2023년 5월 26일에 확인함.
39. ↑  How Accurate Is 【Oshi No Ko】 About the Japanese Entertainment Industry? An Interview With Aka Akasaka 2023년 5월 10일. 2023년 5월 24일에 확인함.
40. ↑  原作第3巻, 101쪽.
41. ↑  텔레비전 애니메이션판 제7화
42. ↑  “テレビアニメ「推しの子」の“恋愛リアリティーショー編”、逝去した木村花さん母が批判　「傷つくことは想像できないのかな」”. 《ねとらぼ》 (アイティメディア). 2023년 5월 23일. 2023년 8월 11일에 확인함.
43. 1 2  “《独占告白》人気アニメ『【推しの子】』がテラスハウス事件酷似で波紋　3年目命日・木村花さん母・響子さんが吐露した怒りの抗議「娘の死をフリー素材みたいに扱わないで」”. 《週刊女性PRIME》 (主婦と生活社). 2023년 5월 23일. 2023년 5월 23일에 원본 문서에서 보존된 문서. 2023년 8월 11일에 확인함.
44. ↑  “話題のアニメ『推しの子』、誹謗中傷で自殺未遂描写が物議 木村花さん母が怒りの投稿”. 《リアルライブ》 (株式会社アンカード). 2023년 5월 22일. 2023년 8월 11일에 확인함.
45. 1 2  “TVアニメ第1話放送に先駆け全国劇場で“先行上映”決定！”. 《애니 "【최애의 아이】" 공식 사이트》. 2022년 12월 11일에 원본 문서에서 보존된 문서. 2022년 12월 11일에 확인함.
46. ↑  “アニメ『【推しの子】』2023年放送決定 アイ役は高橋李依 第1話は異例の90分拡大版”. 《ORICON NEWS》. oricon ME. 2022년 10월 13일. 2022년 10월 13일에 확인함.
47. 1 2  “【推しの子】Mother and Children”. 《映画.com》. 에이가닷컴. 2023년 2월 20일에 확인함.
48. ↑  “第2期制作決定。 第2期制作決定特報映像を公開。”. 《TVアニメ「【推しの子】」公式サイト》. 2023년 8월 24일에 원본 문서에서 보존된 문서. 2023년 6월 28일에 확인함.
49. ↑  “アニメ『【推しの子】』第2期が制作決定。アクアやルビー、アイが描かれたティザービジュアルや特報映像も解禁！”. 《ファミ通.com》. 2023년 6월 28일. 2023년 6월 29일에 확인함.
50. 1 2  “「【推しの子】」実写化！出演は櫻井海音、齋藤飛鳥、齊藤なぎさ、原菜乃華、茅島みずき、あの”. 《音楽ナタリー》 (ナターシャ). 2024년 1월 24일. 2024년 1월 24일에 확인함.
51. 1 2  “【推しの子】 実写映像化決定！！”. 東映. 2024년 1월 24일. 2024년 1월 24일에 확인함.

1. ↑  “【推しの子】 1/赤坂 アカ/横槍 メンゴ”. 《集英社》. 2023년 3월 2일에 확인함.
2. ↑  “【推しの子】 2/赤坂 アカ/横槍 メンゴ”. 《集英社》. 2023년 3월 2일에 확인함.
3. ↑  “【推しの子】 3/赤坂 アカ/横槍 メンゴ”. 《集英社》. 2023년 3월 2일에 확인함.
4. ↑  “【推しの子】 4/赤坂 アカ/横槍 メンゴ”. 《集英社》. 2023년 3월 2일에 확인함.
5. ↑  “【推しの子】 5/赤坂 アカ/横槍 メンゴ”. 《集英社》. 2023년 3월 2일에 확인함.
6. ↑  “【推しの子】 6/赤坂 アカ/横槍 メンゴ”. 《集英社》. 2023년 3월 2일에 확인함.
7. ↑  “【推しの子】 7/赤坂 アカ/横槍 メンゴ”. 《集英社》. 2023년 3월 2일에 확인함.
8. ↑  “【推しの子】 8/赤坂 アカ/横槍 メンゴ”. 《集英社》. 2022년 9월 1일에 확인함.
9. ↑  “【推しの子】 9/赤坂 アカ/横槍 メンゴ”. 《集英社》. 2022년 10월 19일에 확인함.
10. ↑  “【推しの子】 10/赤坂 アカ/横槍 メンゴ”. 《集英社》. 2023년 1월 19일에 확인함.
11. ↑  “【推しの子】 11/赤坂 アカ/横槍 メンゴ”. 《集英社》. 2023년 3월 17일에 확인함.
12. ↑  “【推しの子】 12/赤坂 アカ/横槍 メンゴ”. 《集英社》. 2023년 7월 19일에 확인함.
13. ↑  “【推しの子】 13/赤坂 アカ/横槍 メンゴ”. 《集英社》. 2023년 11월 17일에 확인함.
14. ↑  “【推しの子】 14/赤坂 アカ/横槍 メンゴ”. 集英社. 2024년 4월 18일에 확인함.
15. ↑  “【推しの子】 15/赤坂 アカ/横槍 メンゴ”. 集英社. 2024년 7월 18일에 확인함.
16. ↑  “【推しの子】 16/赤坂 アカ/横槍 メンゴ”. 集英社. 2024년 12월 18일에 확인함.
17. ↑  “【推しの子】 16 SPECIAL EDITION/赤坂 アカ/横槍 メンゴ”. 集英社. 2024년 12월 18일에 확인함.
18. ↑  “【推しの子】 1stイラスト集 Glare×Sparkle/赤坂 アカ/横槍 メンゴ”. 《集英社》. 2023년 7월 19일에 확인함.
19. ↑  “【推しの子】 〜一番星のスピカ〜/赤坂 アカ/横槍 メンゴ/田中 創”. 集英社. 2023년 7월 19일에 확인함.